# Carlos Lobatón
Carlos Augusto Lobatón Espejo (Lima, 6 febbraio 1980) è un ex calciatore peruviano di ruolo centrocampista.

## Carriera

### Nazionale
È il primo giocatore ad aver segnato in un tempo supplementare in Coppa America avendo segnato nel quarto di finale della Coppa America 2011 (prima edizione con questa novità) vinta dalla sua squadra per 2-0 sulla Colombia.
Il 17 luglio 2014, realizza una memorabile doppietta nella partita della settima giornata del campionato peruviano tra Juan Aurich e Sporting Cristal terminata 3 - 4, prima segnando un gol olimpico, ossia direttamente da calcio d'angolo e poco dopo con un potente pallonetto da oltre 50 metri.

## Palmarès

### Club

#### Competizioni internazionali
- Coppa Sudamericana: 1

Cienciano: 2003
- Recopa Sudamericana: 1

Cienciano: 2004